# Bürgschaft (Schweiz)
Die Bürgschaft ist in der Schweiz ein einseitig verpflichtender Vertrag, durch den sich der Bürge gegenüber dem Gläubiger eines Dritten (des so genannten Hauptschuldners) verpflichtet, für die Erfüllung der Verbindlichkeiten des Dritten einzustehen. Der Gläubiger will sich durch die Bürgschaft für den Fall einer Zahlungsunfähigkeit seines Schuldners absichern. Meistens handelt es sich bei dem Dritten um einen Kreditnehmer und bei dem Gläubiger um ein Kreditinstitut, welches das Darlehen gewährt.
In der Schweiz ist die Bürgschaft im Zwanzigsten Titel (Art. 492–512) OR geregelt und gemäß Art. 492 Abs. 2 OR akzessorisch. Demnach entsteht die Bürgschaft erst, wenn die Verbindlichkeit entstanden ist und erlischt, wenn auch die Verbindlichkeit erloschen ist. Bürgschaftsurkunden müssen schriftlich abgefasst sein (Art. 493 Abs. 1 OR) und auch öffentlich beurkundet werden, wenn es sich beim Bürgen um eine natürliche Person handelt (Art. 493 Abs. 2 OR). Ist der Staat oder ein Unternehmen Bürge, so entfällt die Pflicht zur öffentlichen Beurkundung (Art. 493 Abs. 3 OR). Sie entfällt ausserdem, wenn der Haftungsbetrag Fr. 2.000 nicht übersteigt. Regelfall der Bürgschaft ist auch hier die Einrede der Vorausklage (Art. 495 Abs. 1 OR). Wesentliche Bestandteile der Urkunde sind der maximale Haftungsbetrag des Bürgen sowie eine allfällige Solidarhaftung mehrerer Bürgen. Diese Mitbürgschaft ist in Art. 497 OR, die Nachbürgschaft und Rückbürgschaft in Art. 498 OR geregelt. Diese Kriterien müssen handschriftlich abgefasst werden, wenn der Bürge eine natürliche Person ist und keine öffentliche Beurkundung notwendig ist. Es handelt sich in diesem Fall also um eine qualifizierte Schriftlichkeit. Enthält eine Bürgschaftserklärung die Haftungssumme nicht oder ist eine andere Formvorschrift verletzt, so ist die Bürgschaft nichtig. Eine Bürgschaft in unbeschränkter Höhe ist folglich nicht erlaubt.
Die Bürgschaftshaftung entsteht, wenn der Schuldner in Konkurs geraten ist, Nachlassstundung erhalten hat oder der Gläubiger wegen ähnlicher Gründe sein Geld beim Schuldner nicht mehr einfordern kann (Art. 495 Abs. 1 OR). Der Bürge haftet also nur subsidiär. Handelt es sich um eine sogenannte solidarische Bürgschaft, kann der Bürge auch schon nach einer erfolglosen Beitreibung des Schuldners belangt werden (Art. 496 OR).
Der Bürge ist berechtigt und verpflichtet, dem Gläubiger die Einreden entgegenzusetzen, die dem Hauptschuldner oder seinen Erben zustehen und sich nicht auf die Zahlungsunfähigkeit des Hauptschuldners stützen (Art. 502 OR). Die Bürgschaft erlischt mit dem Erlöschen der Hauptschuld (Art. 509 OR), also entweder dadurch, dass der Schuldner seine Schuld bezahlt oder der Bürge die Schuld begleicht. Im Bürgschaftsfall gehen die Rechte des Gläubigers auf den Bürgen gemäß Art. 507 OR über.
Unter Umständen kann es in der Praxis Probleme bereiten, eine Bürgschaft nach Art. 492 ff. OR von einer einfachen Solidarschuld nach Art. 143 ff. OR zu unterscheiden. Wird ersteres angenommen, kann dies aufgrund der strikten Gültigkeitsanforderungen der Bürgschaft unter Umständen bedeuten, dass die belangte Person nicht haftbar ist. Die Rechtsprechung hat hierfür die Regel entwickelt, dass zum Schutz rechtsunkundiger Personen im Zweifel Bürgschaft und nicht Solidarschuld anzunehmen ist. Folglich sind die strengen Gültigkeitsanforderungen der Bürgschaft nötig, damit eine Haftung entsteht.